# Риччи-солитон
Риччи-солитон — решение потока Риччи при котором пространство не меняется или меняется только изменением масштаба.
Названы в честь Грегорио Риччи-Курбастро.
Многообразия Эйнштейна являются простейшим примером риччи-солитонов,
для них параметриазация получаемая из потока Риччи является постоянной.
В общем случае, поток ричи определяет однопараметрическое семейство диффеоморфизмов на многообразии, получаемое интегрированием некого векторного поля {\displaystyle X}, удовлетвояющего уравнению
{\displaystyle \operatorname {Rc} (g_{0})=\lambda \cdot g_{0}+{\mathcal {L}}_{X}g_{0},}
где {\displaystyle \operatorname {Rc} } — кривизной Риччи тензор, и {\displaystyle {\mathcal {L}}} — производная Ли.
Если {\displaystyle X=0}, то условие превращается в условие Эйнштейна

## Типы
- Если поле {\displaystyle X=\nabla f} является градиентом некой функции {\displaystyle f}, то солитон называется градиентным. В этом случае уравнение принимает вид
{\displaystyle \operatorname {Rc} (g_{0})=\lambda \cdot g_{0}+\mathrm {Hess} f,}

а сама функция {\displaystyle f} называется потенциалом солитона.
- При {\displaystyle \lambda =0} солитон называется стационарным, в этом случае рeшение существует на всей вещественной прамой и геометрически не меняется во времени; может меняться только параметризация фиксированного многообразия.
- При {\displaystyle \lambda >0} солитон сжимающийся, рeшение можно определить на луче {\displaystyle (-\infty ,0)} .
- При {\displaystyle \lambda <0} солитон растягивающийся, рeшение можно определить на луче {\displaystyle (0,\infty )}.

## Свойства
- Для любого конуса {\displaystyle C} над сферой с римановой метрикой оператора кривизны {\displaystyle \geq 1} существует единственный растягивающийся градиентный риччи-солитон {\displaystyle M^{t}}, такой, что  {\displaystyle M^{t}} сходится к {\displaystyle C} при {\displaystyle t\to 0} по Громову — Хаусдрофу.[1]

- Для любого градиентного солитона с потенциалом  {\displaystyle f} выполняется тождество
{\displaystyle 2\cdot \mathrm {Rc} (\nabla f)+\nabla \mathrm {R} =0,}

где  {\displaystyle \mathrm {Rc} } обозначает тензор Риччи, а {\displaystyle \mathrm {R} } — скалярную кривизну.

## Примеры
- Евлидово пространство является грдиентным Риччи-солитоном; потенциалом может служить любая функция пропорциональная квадрату расстояния до фиксированной точки; в зависимости от выбора коэффициента пропорциональности можно получить стационарный, сжимающийся, а также растягивающийся солитон.
- Плоскость {\displaystyle \mathbb {R} ^{2}} с метрикой
{\displaystyle ds^{2}={\frac {dx^{2}+dy^{2}}{1+x^{2}+y^{2}}}}

является стационарным градиентным солитоном с потенциалом {\displaystyle f=-\ln(1+x^{2}+y^{2})}. Это так называемая сигара Гамильтона.